# شركة بايوليجند
بايوليجند (BioLegend) هي المطور والمصنع العالمي لـلأجسام المضادة والكاشفات الكيميائية المستخدمة في البحوث الطبية الحيوية ومقرها سان دييغو، كاليفورنيا. تأسست في يونيو عام 2002م ومنذ ذلك الحين وسعت أنشطتها لتشمل بايولجند اليابان كيه كيه (BioLegend Japan KK) حيث دخلت في شراكة مع شركة تومي ديجيتال بايولوجي المحدودة (Tomy Digital Biology Co., Ltd.) في طوكيو وبايولجند أوروبا بي في BioLegend Europe BV في هولندا وبيوليجند جي إم بي إتش (BioLegend GmbH) في ألمانيا وبايولجند المملكة المتحدة المحدودة (BioLegend UK Ltd) في المملكة المتحدة. ينتج مهندسو بايولجيند منتجات في مجالات التنميط الظاهري المناعي للخلايا، والسيتوكين (cytokine) والتشيموكين (chemokine) واللواصق وأبحاث السرطان وخلايا T التنظيمية وخطوط الخلايا الجزعية والمناعة وتحليل دورة الخلية والاستماتة والتعديل الخاص للأجسام المضادة. يتم إنشاء المواد الكاشفة لاستخدامها في قياس التدفق الخلوي أو فحص المناعة المرتبطة بالإنزيم أو الترسيب المناعي أو التلطيخ الغربي أو الفحص المجهري المناعي أو الكيمياء الهيستولوجية المناعية أوفي المختبر أو في الفحوصات الفنية في المختبر .

## نبذة تاريخية
أسس المدير التنفيذي جين لاي (Gene Lay) ودي في إم ( D.V.M.) بايوليجند الذي كان أيضًا أحد مؤسسي فارمينجين (PharMingen) تم تأسيس بايولجيند بناء على طلبات الباحثين الذين عانوا من عدم توافر المواد بعد استحواذ بيكتون ديكنسون (Becton Dickinson) على فارمينجين، وشعروا بنقص مراكز النشاط التعاونية ورضا العملاء. في عام 2011م، شاركت بايوليجند في تطوير وطرح الأجسام المضادة المترافقة (Brilliant VioletTM)، باستخدام مركب فلوروفوري (fluorophore) الجديد اعتمادًا على تركيبه الكيميائي الفائز بجائزة نوبل الذي طوره سيريجين (Sirigen) 

## وصلات خارجية
- BioLegend Company Website